# Calmidae
Calmidae zijn een familie van weekdieren uit de klasse van de Gastropoda (slakken).

## Geslacht
- Calma Alder & Hancock, 1855